# Dictyocaryum lamarckianum
Dictyocaryum lamarckianum,(Mart.) H.Wendl.,  es una especie  perteneciente a la familia  de las palmeras, (Arecaceae).

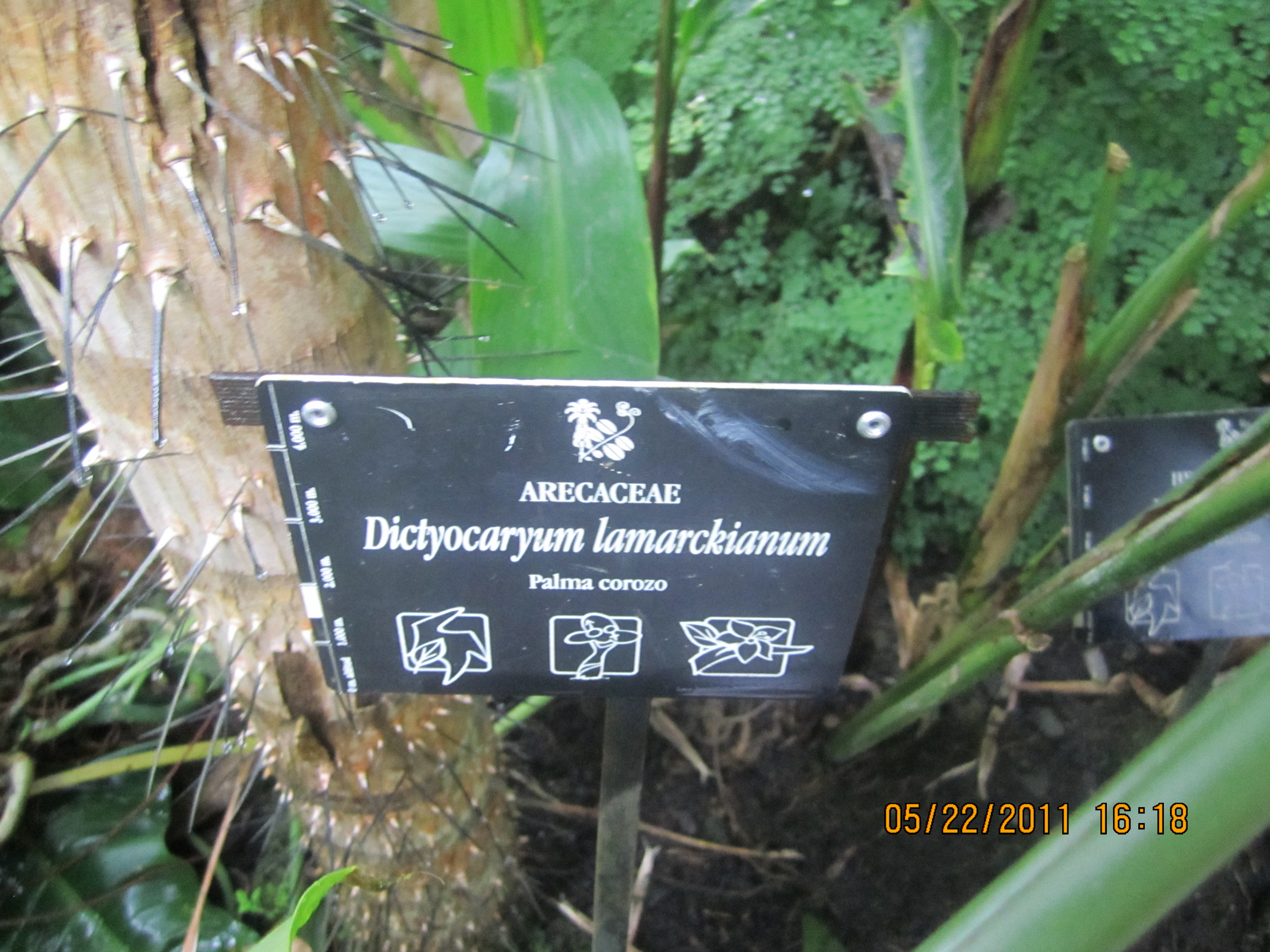
Detalle del tronco

## Distribución
Es endémica de los Andes tropicales de  Bolivia, Colombia, Perú, Ecuador.

## Descripción
Es una palmera corpulenta, componente arbóreo  abundante de bosques en extensas áreas de la cordillera, entre los 800 y 1.200 m s. n. m., los bosques dominados por D. lamarckianum tienen un aspecto inconfundible por el color claro de los tallos y el follaje rizado de las palmas.

## Taxonomía
Dictyocaryum lamarckianum fue descrita por (Mart.) H.Wendl. y publicado en Botanische Zeitung (Berlin) 21(16): 131. 1863.
Etimología
Dictyocaryum: nombre genérico derivado de dos palabras griegas que significa "red" y "nuez", describiendo la espesa red de fibras alrededor de la semilla.
lamarckianum: epíteto otorgado en honor del botánico Jean-Baptiste Lamarck.
Sinonimia
- Deckeria lamarckiana (Mart.) H.Karst.
- Dictyocaryum globiferum Dugand
- Dictyocaryum platysepalum Burret
- Dictyocaryum schultzei Burret
- Dictyocaryum superbum Burret
- Iriartea lamarckiana Mart.[5][6][7]

## Nombres comunes
- Español: tola,  icho,  barrigona blanca,  basanco.